# Obereoides antennatus
Obereoides antennatus är en skalbaggsart som beskrevs av Martins och Maria Helena M. Galileo 2004. Obereoides antennatus ingår i släktet Obereoides och familjen långhorningar. Inga underarter finns listade i Catalogue of Life.